# Айвър Бюб
Айвър Бюб (на английски: Ivor León John Bueb) е бивш британски автомобилен състезател, пилот от Формула 1. Роден на 6 юни 1923 г. в Ийст Хам, Лондон, Великобритания.
През 1955 г. печели състезанието в Льо Ман с Ягуар D-type заедно с Майк Хоуторн. Печели състезанието отново две години по-късно, заедно с Рон Флокхарт.
Айвър Бюб прави своя дебют във Формула 1 в Голямата награда на Монако през 1957 г. В световния шампионат записва 6 състезания като не успява да спечели точки. Състезава се за по един сезон за отборите на Коно, Купър, Мазерати и Лотус. Завършва за първи път в четвъртото си състезание – 11-и на Нюрбургринг през 1958 г. В последното си състезание – Голямата награда на Великобритания през 1959 г. завършва 13-и.
Загива в състезание от Формула 2 във Франция през 1959 г.